# Villamayor de Negral
Villamayor de Negral (llamada oficialmente San Lourenzo de Villamayor de Negral) es una parroquia española del municipio de Guntín, en la provincia de Lugo, Galicia.

## Otras denominaciones
La parroquia también es conocida por el nombre de San Lorenzo de Vilamaior de Negral.

## Organización territorial
La parroquia está formada por cinco entidades de población, constando cuatro de ellas en el nomenclátor del Instituto Nacional de Estadística español:
- O Curral de Arriba
- Seixalbos
- Sestelo
- Vilamaior
- Vilarcabreiro

## Demografía
| Gráfica de evolución demográfica de Villamayor de Negral entre 2000 y 2020 |
|                                                                            |
| Datos según el nomenclátor publicado por el INE.                           |